# Gran dodecahemidodecaedro
En geometría, el gran dodecahemidodecaedro es un poliedro uniforme estrellado, indexado como U70. Tiene 32 caras, 60 aristas y 30 vértices. Su figura de vértice es un cuadrilátero cruzado.
Aparte del pequeño dodecaedro estrellado {5/2,5} y del gran dodecaedro estrellado {5/2,3} regulares, es el único poliedro uniforme estrellado cuyas caras son todas polígonos regulares no convexos (estrellados), es decir, los polígonos {5/2} y {10/3}.
Es un hemipoliedro con 6 caras decagrámicas que pasan por el centro del modelo.

## Poliedros relacionados
Su envolvente convexa es el icosidodecaedro. También comparte su disposición de vértices con el gran icosidodecaedro (que tiene en común las caras pentagrámicas) y el gran icosihemidodecaedro (con el que tiene en común las caras decagrámicas).
| Gran icosidodecaedro     | Gran dodecahemidodecaedro            |
| Gran icosihemidodecaedro | Icosidodecaedro (envolvente convexa) |

## Galería
| Relleno tradicional | Relleno módulo-2 |